# Нам Сын Рён
Нам Сын Рён (кор. 남승룡) или Сёрю Нан (яп. 南昇竜 Нан Сё:рю:, 23 ноября 1912 - 20 февраля 2001) — японско-корейский марафонец, призёр Олимпийских игр.
Нам Сын Рён родился в 1912 году в Сунчхоне, генерал-губернаторство Корея; окончил Университет Мэйдзи.
В 1933 году Нам Сын Рён занял 2-е место на чемпионате Японской империи. В 1936 году он принял участие в Олимпийских играх в Берлине, где завоевал бронзовую медаль в марафоне.
После Второй мировой войны Нам Сын Рён в качестве представителя уже независимой Кореи принял участие в Бостонском марафоне, где стал 10-м.